# Chrysotus rauterbergi
Chrysotus rauterbergi är en tvåvingeart som först beskrevs av Wheeler 1890.  Chrysotus rauterbergi ingår i släktet Chrysotus och familjen styltflugor.
Artens utbredningsområde är Nebraska. Inga underarter finns listade i Catalogue of Life.